# The Speed of Change
The Speed of Change ist ein Jazzalbum von Mike Reed und seiner Gruppe Loose Assembly. Die vom 29. bis 30. Oktober 2007 entstandenen Aufnahmen erschienen 2008 auf 482 Music.

## Hintergrund
The Speed of Change wurde von dem Schlagzeuger Mike Reed zusammen mit dem Altsaxophonisten Greg Ward, der Cellistin Tomeka Reid, dem Vibraphonisten Jason Adasiewicz und dem Bassisten Josh Abrams aufgenommen, die sämtlich der Musikszene Chicagos angehören. Nicole Mitchell (Flöte und Gesang) ist auf zwei Tracks zu hören. Mit der zweiten Veröffentlichung von Loose Assembly setzte das Quintett um Mike Reed seine Entwicklung fort, indem sie ein Gleichgewicht zwischen Komposition und spontan entstandenen Kompositionen erarbeitete. Neben Reeds Kompositionen und den improvisierten Stücken spielte die Gruppe den Titel „Tezetayé Antchi Lidj“ (deutsch etwa: Baby, meine unvergessliche Erinnerung) des äthiopischen Jazzmusikers Mulatu Astatke und Max Roachs “Garvey’s Ghost” ein. Dabei bewegt sich die Gruppe in ihren klanglichen Erkundungen im Bereich von Post-Bop bis zu Chicago-Post-Rock-Einflüssen. Mike Reed sagte dazu: „Am Ende denke ich immer noch an die frühen AACM-Bands wie Air als Vorlagen für das, was möglich ist.“
Während Reeds Ensemble Loose Assembly „die strenge Atmosphäre von Kammermusik und aleatorischem Free Jazz mit der lebhaften Dynamik des Post-Bop“ kombiniere, schrieb Troy Collins, sei Reeds nachfolgendes Bandprojekt People, Places & Things ein abgespecktes Improvisationsquartett, das sich der erneuten Untersuchung des Chicagoer Jazz der späten 1950er Jahre widmete. (Deren Debütalbum Proliferation erschien zeitgleich mit The Speed of Change.)

## Titelliste
- Mike Reed's Loose Assembly: The Speed of Change (482 Music 482-1062)[3]

1. The Speed of Change (Reed) 7:26
2. Garvey's Ghost (Max Roach) 4:41
3. Ground Swell (Loose Assembly) 3:22
4. Tezetaye Antchi Lidj (Mulatu Astatqe) 7:17
5. „X“ (Ward, Adasiewicz) 4:04
6. Soul Stirrer (Reed) 6:40
7. Exit Strategy (Reed) 6:41
8. Picking Up Greta (Reed) 2:26

## Rezeption
Nach Ansicht von Troy Collins, der das Album in All About Jazz rezensierte, gehe das Ensemble mit dieser Session auf demselben abwechslungsreichen Weg weiter wie auf dem Debütalbu,, jedoch mit einem etwas zusammenhängenderen Klang. „Ruhig und ätherisch entfalten sich der Titeltrack und ‚Soul Stirrer‘ in einem langsamen Tempo - melancholische Klagen voller insektenhafter Texturen.“ Das filmische Ambiente von „X“ würden Ward und Adasiewicz in einem intimen Duett darbieten, das an die großartige Duositzung der Vibraphonistin Gunter Hampel und des Holzbläsers Marion Brown in Reeds 'n Vibes (Improvising Artists, 1978) erinnere. The Speed of Change sei ein überzeugendes Album voller unzähliger Stimmungen und eine willkommene Erinnerung an die reiche Vielfalt, die ein fähiger Komponist aus einer unorthodoxen Instrumentalbesetzung ziehen kann.

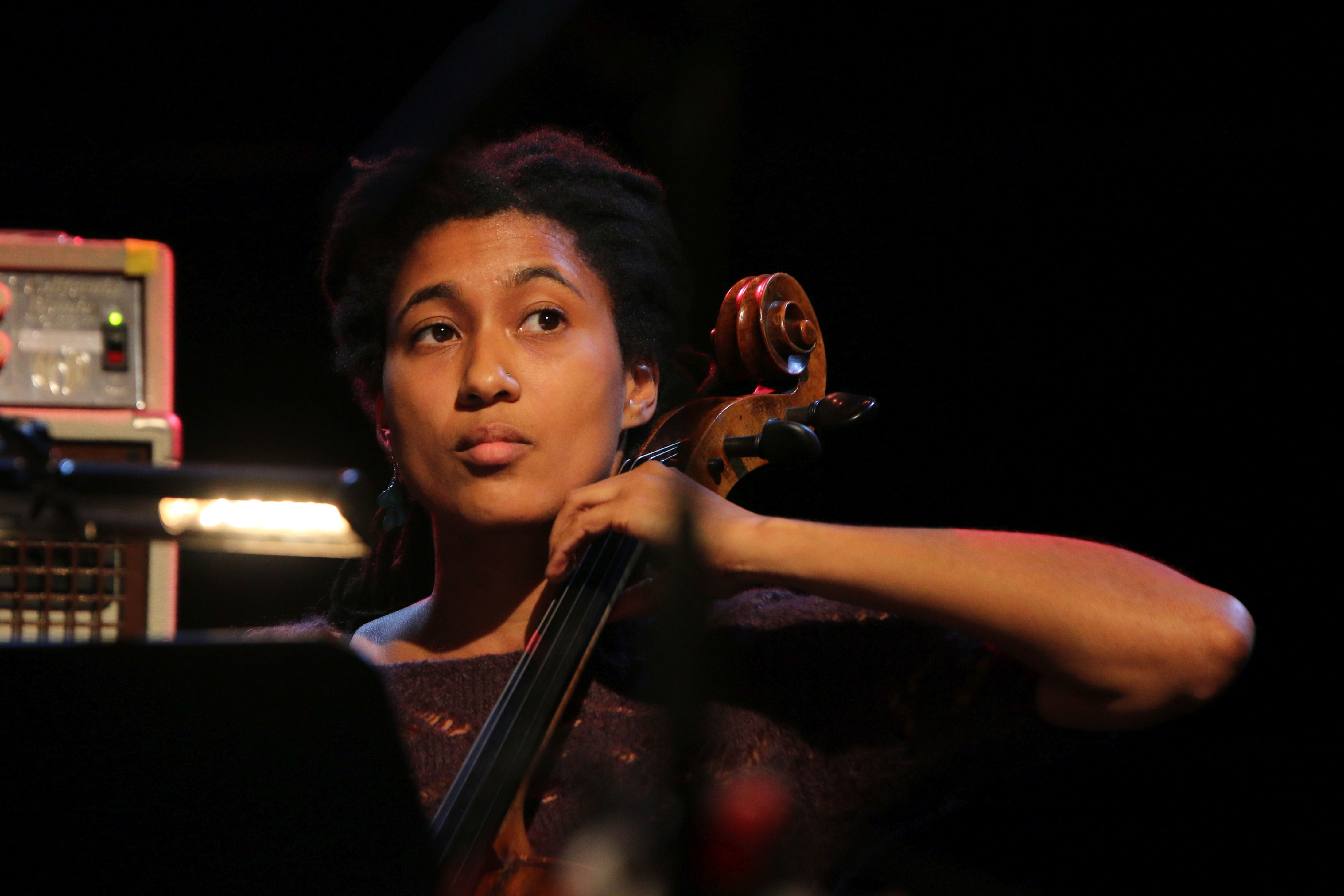
Tomeka Reid (2015)

Der Kritiker des Free Jazz Blog äußerte Vorbehalte: „Einige der Tracks sind exzellent, wie zum Beispiel der Titeltrack, aber einige der anderen Tracks lassen mich völlig gleichgültig.“ Neben dem eindringlichen Titeltrack seien „Ground Swell“, „X“ und „Picking Up Greta“ bemerkenswerte Stücke. „Soulstirrer“ fange gut an, falle dann aber im Mainstream-Rhythmus und in der Melodie zurück. Das Gleiche gelte für einige der anderen Tracks, wie „Garvey's Ghost“, die Max Roach-Komposition, die hier relativ langweilig sei, und „Tezetaye Antchi Lidj“ von Mulatu Astatqe, das zu fröhlich daherkomme für die dunkle, bluesige und sensible Atmosphäre auf dem Rest des Albums. „Und das ist der traurige Teil dieses Albums, die Originalkompositionen funktionieren besser als die Coverversionen.“
Derk Richardson (The Absolute Sound) notierte: „Weder wütend noch hektisch fordert The Speed of Change die Annahmen der Jazz-Hörer über Zeit, Klangfarbe und Textur über oft verträumte Tempi heraus ... [die Spieler] halten eine absorbierende kollektive Spannung aufrecht ... diese bemerkenswerten Sessions eröffnen neue musikalische Perspektiven und liefern den spürbaren Nervenkitzel der Befreiung von Vorurteilen.“
„Die Leistung der Gruppe ist beeindruckend - wie das Ausgangsmaterial vermittelt sie einen krassen politischen Vorsprung ohne Worte -, aber die Wahl des Repertoire ist einwandfrei“, schrieb Evan Hagaim National Public Radio. „Garvey's Ghost“ aus Roachs Album Percussion Bitter Sweet aus dem Jahr 1961 sei eine Art unbenutztes Juwel, das weder Standard noch offenkundig obskur sei.